# Knipowitschia thessala
Knipowitschia thessala là một loài cá thuộc họ Gobiidae. Nó là loài đặc hữu của Hy Lạp. Các môi trường sống tự nhiên của chúng là sông and freshwater spring. Nó bị đe dọa do mất môi trường sống.